# Der Herold
Der Herold war eine von 1954 bis 2010 erscheinende Mitgliederzeitschrift der Apostolischen Gemeinschaft und der Vereinigung Apostolischer Christen. Bis 1909 hatte es bereits eine Kirchenzeitschrift der Neuapostolischen Kirche unter gleichem Namen gegeben. Seit 2011 heißt die Mitgliederzeitschrift Blickpunkt.
Gegründet wurde er 1954 von Otto Güttinger aus Zofingen, Schweiz. Spätestens seit der Gründung der Vereinigung Apostolischer Gemeinden 1956 in Düsseldorf ist er das offizielle deutschsprachige Publikationsorgan dieses Kirchenverbundes. In den Niederlanden erscheint eine Zeitschrift namens De Bazuin Sions (dt.: Die Posaune Zions), in Frankreich heißt die Zeitschrift Le Héraut. In Australien erscheint eine Publikation mit Namen The Herald. Die Redaktionen dieser genannten Periodika sind jedoch alle unabhängig voneinander, wobei es einen regen Artikelaustausch zwischen der deutschen, der niederländischen und der französischen Version gibt.
Die Zeitschrift erschien von 1954 bis Ende 1970 als Halbmonatsschrift. Bis zur Ausgabe Nr. 17 am 1. Mai 1957 lautete der Untertitel: „Halbmonatsschrift der Apostolischen Gemeinde“. Er wurde ab der Ausgabe Nr. 18 vom 15. Mai 1957 geändert in: „Halbmonatsschrift zur Pflege apostolischen Glaubens“.
Seit der Januarausgabe 1971 erscheint die Schrift monatlich. Am 1. Januar 1992 änderte sich der Untertitel erneut in: „Monatsschrift der Vereinigung Apostolischer Gemeinden“. Am 1. Januar 1993 änderte sich durch eine Zusammenlegung mit dem zweiten apostolischen Periodikum Blickpunkt das Format und zeitgleich wurden die Titelseiten von Weiß auf Gelb umgestellt. Es existiert eine Online-Ausgabe, die zum Februar 2007 ein neues Layout bekam.
Inhaltlich geht es in den Artikeln, die seit einigen Jahren thematisch zueinander passen, um Bibelauslegungen und aktuelle Bezüge zur Situation der Gemeinschaft. Auch gibt es Beiträge aus dem Gemeindeleben und organisatorische Informationen der Kirchenleitung. Anzeigenteile oder Veranstaltungshinweise fehlen, ebenso wie Rückmeldungen oder Kommentare der Leser (Leserbriefe) oder kontroverse Diskussionen.
Zum Jahresende 2010 erschien die letzte Ausgabe des Herolds. Ab 1. Januar 2011 gibt es ein zweimonatliches, farbiges, DIN-A4-formatiges Magazin mit Namen „Blickpunkt“, das die Aufgabe des Herolds als Mitgliederzeitschrift für die deutschsprachigen apostolischen Gemeinden übernimmt.